# منیژه رازقی
منیژه رازقی یک دانشمند ایرانی آمریکایی در زمینه علم نیمه هادی‌ها و دستگاه‌های الکترونیک نوری است. او پیشگام در تکنیک‌های اپیتاکسیال مدرن برای نیمه‌هادی‌ها مانند رسوب بخار شیمیایی متالارگانیک کم فشار (MOCVD)، اپیتاکسی فاز بخار (VPE)، اپیتاکسی پرتو مولکولی (MBE), GasMBE و MOMBE است.

## سرگذشت و مشخصات
منیژه رازقی یکی از دانشمندان در زمینه علم و تکنولوژی نیمه هادی سه-۴ و پیشگام در توسعه و اجرا تکنیک‌های اساسی اپیتکی مدرن و مشتقاتش بوده‌است که اصالتی ایرانی دارد. وی متولد ایران است و تحصیلاتش را در فرانسه گذرانده‌است. او در رشته فیزیک تا مقطع دکتری تحصیلاتش را ادامه داد و در سال ۱۹۸۰ میلادی از دانشگاه پاریس فارغ‌التحصیل شد. دکتر منیژه رازقی مدرک DEA در فیزیک هسته ای خود را در سال ۱۹۷۳ و یک مدرک DEA در علوم مواد را در سال ۱۹۷۷ کسب نموده و پس از آن سومین دوره دکترای خود را در سال ۱۹۷۸ کمتر از یک سال بعد از DEA کسب کرد. بعد از آن در سال ۱۹۸۰ دکترای افتخاری علوم فیزیک به ایشان اعطا گردید.
رازقی بین سالهای ۱۹۸۱ تا ۱۹۸۵ دانشمند محقق ارشد در پروژهٔ تامسون در اِرسی فرانسه فعالیت داشته و از ۱۹۸۶تا ۱۹۹۱، ریاست لابراتوا (آزمایشگاه) مواد اکتشافی را مدیریت نموده و در آنجا نتایج غیر مساوی تا آن زمان بدست آورد. او به سال ۱۹۹۱ در دانشگاه نورث وسترن در شیکاگو آمریکا، فعالیت جدیدی را آغاز کرد و لابراتواری در آنجا تأسیس کرد که مرکز دستگاه‌های کوانتوم شهرت یافت. وی از دانشمندان برجسته در رشتهٔ علوم و فن آوری نیمه چند رساناها است که از پیشگامان توسعه و اجرای تکنیکهای مدرن و مهم هم سو محوری محسوب می‌شود.
او موفق به ساخت قوی‌ترین لیزر نیمه رسانا در دنیا موسوم به لیزر کوانتوم آبشاری “Quantum Cascade Laser=QC” شد که به لحاظ قدرت و کارایی رکورد لیزرهای قبلی را شکسته‌است. او همچنین موفق شد تا کارایی و نفوذ دو شاخه توکار لیزر یعنی توانایی تغییر انرژی الکتریکی به نور را در این لیزر افزایش دهد. وی از سال ۱۹۹۱ به هیئت اساتید دانشگاه نورت وسترن ملحق شده‌است.

## جوایز و افتخارات
از جوایز و افتخارات او می‌توان به موارد ذیل اشاره کرد:
- جایزهٔ علوم فن آوری اروپا IBM در سال ۱۹۸۷ میلادی[۱۳]
- اخذ جایزه از انجمن مهندسان زن (جامعه مهندسان زنان “SWE”) در سال ۱۹۹۵[۱۴][۱۳]
- جایزه بهترین مقاله از سمپوزیوم اتوالکترونیک وست فوتونیک ۹۸ در سال ۱۹۹۸[۱۳]
- Elected Fellow of Society of Photo-Optical Instrumentation Engineers (SPIE) در سال ۲۰۰۰[۱۵]
- Elected Fellow of International Engineering Consortium (IEC) در سال ۲۰۰۳[۱۶]
- جایزه RF.Bunshah از کنفرانس INTAL در مورد پوشش متالوژی و لایه‌های نازک در سال ۲۰۰۴[۱۳]
- نماینده همکار از جامعه نوری آمریکا (OSA) در سال ۲۰۰۴[۱۷][۱۳]
- نماینده همکاری انجمن فیزیک آمریکا (APS) در سال ۲۰۰۴[۱۸][۱۳]
- نماینده همکار از مؤسسه فیزیک (IOP) در سال ۲۰۰۵[۱۳]
- نماینده همکار از مؤسسه مهندسین برق و الکترونیک (IEEE) در سال ۲۰۰۵[۱۳]
- نماینده دوره همکاری از انجمن پژوهش مواد Materials Research Society (به اختصار MRS) در سال ۲۰۰۸[۱۹][۲۰][۱۳]
- جایزه دانشکده IBM در سال ۲۰۱۳[۲۱]
- Jan Czochralski Gold Medal در سال ۲۰۱۶[۲۲][۲۳]
- Elected Lifetime Fellow of Institute of Electrical and Electronics Engineers (IEEE) در سال ۲۰۱۷[۲۴]
- Benjamin Franklin Medal in Electrical Engineering در سال ۲۰۱۸[۲۵]

## آثار
منیژه رازقی کتابی با عنوان چالش MOCVD تألیف کرده‌است که یک اثر پیشگام در زمینهٔ سیستم براساس GaInA SP-InP و سیستم GalnA SP-GaAs تلقی می‌شود. وی همچنین نویسنده یا دستیار نویسنده بیش از ۱۰۰۰ مقاله و سخنرانی در بیش از ۳۰۰ جلسه علمی را در کارنامه حرفه‌ای خود دارد. او بیش از ۵۰ اختراع را نیز به ثبت رسانده‌است دیگر آثار برگزیده او عبارتند از:
- "The MOCVD Challenge Volume 1: A Survey of GaInAsP-InP for Photonic and Electronic Applications"
- "The MOCVD Challenge Volume 2: A Survey of GaInAsP-GaAs for Photonic and Electronic Device Applications"
- "Seeking Illumination"
- "Air-gapped distributed Bragg reflector improves dual-band long-wavelength IR cameras"
- "Breakthroughs Bring THz Spectroscopy, Sensing Closer to Mainstream"